# Jak Crawford
Carlton Jakston "Jak" Crawford (Charlotte, North Carolina, 2 mei 2005) is een Amerikaans autocoureur. Tussen 2020 en 2023 maakte hij deel uit van het Red Bull Junior Team, het opleidingsprogramma van het Formule 1-team van Red Bull Racing. Sinds 2024 maakt hij deel uit van het opleidingsprogramma van Aston Martin F1.

## Autosportcarrière
Crawford begon zijn autosportcarrière in het karting in 2011. Hij nam voornamelijk deel aan Noord-Amerikaanse kampioenschappen, waar hij de Junior Rotax Series-klasse van de Challenge of the Americas won.
Aan het eind van 2018 maakte Crawford zijn debuut in het formuleracing in het NACAM Formule 4-kampioenschap, waarin hij uitkwam voor Scuderia Martiga EG, het team van voormalig Formule 1-coureur Esteban Gutiérrez. Hij won zes races op het Autódromo Miguel E. Abed (driemaal), het Autódromo San Luis 400 en het Autódromo Hermanos Rodríguez (tweemaal) en stond in acht andere races op het podium. Hierdoor eindigde hij met 322 punten als tweede in het kampioenschap achter Manuel Sulaimán.
In 2019 ging Crawford rijden in de U.S. F2000. Hij miste het eerste raceweekend op het Stratencircuit Saint Petersburg, maar vanaf het tweede weekend op de Indianapolis Motor Speedway kwam hij uit voor het team DEForce Racing. Hij behaalde hier twee vierde plaatsen voordat hij voor de laatste zes races van het seizoen overstapte naar Cape Motorsports. Uiteindelijk werd hij met 183 punten zevende in de eindstand.
In 2020 maakte Crawford de overstap naar Europa, waarin hij voor het team Van Amersfoort Racing een dubbel programma reed in de ADAC- en Italiaanse Formule 4-kampioenschappen. Tevens werd hij dat jaar opgenomen in het Red Bull Junior Team. In het ADAC-kampioenschap won hij vijf races op de Nürburgring, de Red Bull Ring, de Lausitzring en de Motorsport Arena Oschersleben (tweemaal) en stond hij in zeven andere races op het podium. Hij was tot in de laatste race van het seizoen verwikkeld in de strijd om de titel, maar hij moest deze met twee punten verschil laten aan zijn teamgenoot Jonny Edgar. Met 298 punten werd hij tweede in de eindstand. In het Italiaanse kampioenschap miste hij twee raceweekenden, omdat hij in het ADAC-kampioenschap uitkwam. Desondanks wist hij ook hier twee races te winnen op de Red Bull Ring en het Autodromo Enzo e Dino Ferrari en stond hij in vijf andere races op het podium, waardoor hij zesde werd in het klassement met 150 punten.
In 2021 maakte Crawford zijn Formule 3-debuut in het FIA Formule 3-kampioenschap, waarin hij uitkwam voor het team Hitech Grand Prix. Hij kende een redelijk seizoen, waarin hij op het Circuit Spa-Francorchamps zijn eerste podiumplaats behaalde. In de rest van het seizoen kwam hij in zeven andere races tot scoren. Met 45 punten werd hij dertiende in de eindstand.
In 2022 begon Crawford het jaar in het Formula Regional Asian Championship, waarin hij voor het team Abu Dhabi Racing by Prema uitkwam. Hij behaalde drie podiumplaatsen, twee op het Yas Marina Circuit en een op het Dubai Autodrome, en werd met 113 punten zesde in de eindstand. Tevens stapte hij dat jaar binnen de FIA Formule 3 over naar Prema Racing. Hij won een race op de Red Bull Ring en stond nog viermaal op het podium, waaronder tijdens beide races op Imola. Met 109 punten werd hij zevende in het klassement.
In 2023 begon Crawford het seizoen in het Formula Regional Middle East Championship, de opvolger van het Aziatische kampioenschap, waarin hij terugkeerde bij Hitech Grand Prix. Hij reed enkel in de seizoensopener op het Dubai Autodrome, waarin een achtste plaats zijn beste resultaat was. Vervolgens maakte hij zijn debuut in de Formule 2, eveneens bij Hitech. Hij behaalde podiumfinishes in drie opeenvolgende sprintraces op het Albert Park Street Circuit, het Baku City Circuit en het Circuit de Monaco. Hij behaalde zijn eerste zege op de Red Bull Ring. Op het Circuit Zandvoort, waar hij vanaf pole position startte, werd hij derde. Met 57 punten werd hij dertiende in de eindstand.
In 2024 stapte Crawford binnen de Formule 2 over naar het team DAMS Lucas Oil. Wel verliet hij het Red Bull Junior Team en stapte hij over naar het opleidingsprogramma van Aston Martin F1. Hij begon het seizoen met een podiumplaats in de eerste race op het Bahrain International Circuit, voordat hij op het Circuit de Barcelona-Catalunya de race won. In de rest van het jaar eindigde hij op Silverstone, Spa-Francorchamps, Baku en het Losail International Circuit nog op het podium. Met 125 punten werd hij vijfde in het eindklassement.
In 2025 blijft Crawford actief bij het Formule 2-team DAMS Lucas Oil.